# Heinz Meyer (Philologe)
Heinz Meyer (* 1943 in Damme (Dümmer)) ist ein deutscher Mittellateinischer Philologe.

## Leben
Nach dem Abitur 1962 in Osnabrück studierte er von 1962 bis 1968 Germanistik, Philosophie und lateinische Philologie an den Universitäten Bonn und Münster, wo er 1968 das Staatsexamen in den Fächern Germanistik und Philosophie ablegte. Von 1969 bis 1999 war er wissenschaftlicher Mitarbeiter an den Münsterschen Sonderforschungsbereichen 7 (Projektarbeit: Mediävistische Bedeutungsforschung) und 231 (Projektarbeit: Mittelalterliche Enzyklopädik) und lehrte in den Fächern Deutsche Philologie (seit 1972) und Mittellateinische Philologie (seit 1996). Nach der Promotion 1972 in Germanistik mit der Dissertation «Die Zahlenallegorese im Mittelalter. Methode und Gebrauch», betreut von Friedrich Ohly, und der Habilitation 1997 für das Fach Mittellateinische Philologie mit der Habilitationsschrift Die Enzyklopädie des Bartholomäus Anglicus. Untersuchungen zur Überlieferungs- und Rezeptionsgeschichte von ‘De proprietatibus rerum’ lehrt er seit 2002 als außerplanmäßiger Professor. Seit 2000 ist er Mitglied im SFB 496 Symbolische Kommunikation und gesellschaftliche Wertesysteme vom Mittelalter bis zur Französischen Revolution an der Universität Münster; zusammen mit Christel Meier-Staubach leitet er das Projekt B3 Theatralische und soziale Kommunikation: Funktionen des städtischen und höfischen Spiels in Spätmittelalter und früher Neuzeit.
Seine Forschungsschwerpunkte sind Symbolik, Allegorese und Metaphorik in mittelalterlicher Literatur, enzyklopädische Werke des Mittelalters, vor allem des 13. Jahrhunderts (mit Editionsarbeiten) und lateinisches Drama der frühen Neuzeit (insbesondere Jesuitentheater).

## Schriften (Auswahl)
- Die Zahlenallegorese im Mittelalter. Methode und Gebrauch (= Münstersche Mittelalter-Schriften. Band 25). Fink, München 1975, OCLC 74220622 (zugleich Dissertation, Münster 1972).
- mit Rudolf Suntrup: Lexikon der mittelalterlichen Zahlenbedeutungen (= Münstersche Mittelalter-Schriften. Band 56). Fink, München 1987, ISBN 3-7705-2293-1.
  - mit Rudolf Suntrup: Lexikon der mittelalterlichen Zahlenbedeutungen (= Münstersche Mittelalter-Schriften. Band 56). Fink, München 1999, ISBN 3-7705-3438-7.
- Die Enzyklopädie des Bartholomäus Anglicus. Untersuchungen zur Überlieferungs- und Rezeptionsgeschichte von ‘De proprietatibus rerum’ (= Münstersche Mittelalter-Schriften. Band 77). Fink, München 2000, ISBN 3-7705-3294-5 (zugleich Habilitationsschrift, Münster 1997).
- als Herausgeber mit Claudia Spanily und Christel Meier-Staubach: Das Theater des Mittelalters und der frühen Neuzeit als Ort und Medium sozialer und symbolischer Kommunikation (= Symbolische Kommunikation und gesellschaftliche Wertesysteme, Band 4). Rhema, Münster 2004, ISBN 3-930454-46-7.